# Alternat
Das Alternat ist ein Begriff aus dem Vertragsvölkerrecht.

## Bedeutung
Der Begriff stammt von dem lateinischen Verb alternare ‚abwechseln lassen‘. Alternat bedeutet, dass in den jeweiligen Urschriften eines völkerrechtlichen Vertrages diejenige Vertragspartei zuerst genannt wird, für die die jeweilige Urschrift bestimmt ist.
Alternat bezeichnet dabei den Wechsel in der Reihenfolge, wenn Vertragsparteien unmittelbar aufeinanderfolgend genannt werden. Auf die verschiedenen Sprachfassungen eines Abkommens kommt es dabei nicht an.
Daher heißt es in der für Deutschland bestimmten Urschrift eines völkerrechtlichen Vertrages:

„Abkommen zwischen der Bundesrepublik Deutschland und der Schweizerischen Eidgenossenschaft über die gegenseitige Hilfeleistung bei Katastrophen und schweren Unglücksfällen“

In der für die Schweiz bestimmten Urschrift heißt es dagegen:

„Abkommen zwischen der Schweizerischen Eidgenossenschaft und der Bundesrepublik Deutschland über die gegenseitige Hilfeleistung bei Katastrophen und schweren Unglücksfällen“

## Gebrauch
Das Alternat wird in der Regel nur bei zweiseitigen (bilateralen) Verträgen verwendet. Bei mehrseitigen Verträgen werden in der Regel die Vertragsparteien nach dem Alphabet der Ländernamen der jeweiligen Sprachfassung aufgeführt.
In multilateralen Vertragstexten der Europäischen Union taucht häufig die Sortierung nach dem sogenannten „absoluten Alphabet“ auf: jedes Land rückt an die Stelle, an die der Staatsname in der Bezeichnung der Landessprache gehört (… Danmark, Deutschland, Eesti, Ελλάς …).

## Großes und Kleines Alternat
Unterschieden wird zwischen dem Großen und dem Kleinen Alternat: Im Großen Alternat wird im gesamten Vertragstext durchgehend alterniert. Im kleinen Alternat werden meist nur der Titel des Abkommens sowie die Anfangs- und Schlussformeln alterniert. In der Praxis wird meist das große Alternat verwendet.

## Zweck
Im Alternat kommt die Überzeugung des Völkerrechts von der formalen Gleichheit der Völkerrechtssubjekte zum Ausdruck. Im Alternat widerspiegelt sich die Gleichrangigkeit der Staaten, die Grundlage des modernen Völkerrechts ist.